# Proconodontida
Ordre
Taxons de rang inférieur
- † Cordylodontidae Lindström, 1970
- † Fryxellodontidae Miller, 1981
- † Proconodontidae Lindström, 1970

Synonymes
Cavidonti Sweet, 1988
Les Proconodontida sont un ordre éteint d'Euconodonta (« vrais conodontes »).

## Phylogénie
▲

 └─o Conodonta (éteint)

     ├─? Paraconodontida (éteint)

     └─o Euconodonta (éteint)

         ├─o Proconodontida (éteint)

         └─o Conodonti (éteint)

             ├─o Protopanderodontida (éteint)

             └─o Prioniodontida (éteint)

Les Proconodontida est le taxon frère des Conodonti, parmi les Euconodonta.